# Anisodes longidiscata
Anisodes longidiscata är en fjärilsart som beskrevs av W. Warren 1904. Anisodes longidiscata ingår i släktet Anisodes och familjen mätare. Inga underarter finns listade i Catalogue of Life.